# نسيم بن خليفة
نسيم بن خليفة (13 يناير 1992 سويسرا - ) هو لاعب كرة قدم سويسري يلعب كلاعب وسط.

## روابط خارجية
- نسيم بن خليفة على موقع اتحاد تركيا (لاعب) (الإنجليزية)
- نسيم بن خليفة على موقع رابطة كرة القدم اليابانية للمحترفين (اليابانية)
- نسيم بن خليفة على موقع قاعدة بيانات كرة القدم.إي يو (الإنجليزية)
- نسيم بن خليفة على موقع بيانات كرة القدم. دي إي (الألمانية)
- نسيم بن خليفة على موقع ناشيونال فوتبول تيمز (الإنجليزية)
- نسيم بن خليفة على موقع Soccerway.com (الإنجليزية)
- نسيم بن خليفة على موقع عالم كرة القدم.نت (الإنجليزية)